# Calopteryx (planta)
Calopteryx es un género de fanerógamas perteneciente a la familia Ericaceae y a la subfamilia de los arándanos, por tanto con el gineceo ínfero. Se distribuye por Colombia y Ecuador.

## Taxonomía
El género  fue descrito por Albert Charles Smith y publicado en Journal of the Arnold Arboretum 27(1): 100. 1946.

## Especies
- Calopteryx sessiliflora A.C.Sm. sin. Thibaudia sessiliflora (A.C.Sm.) Luteyn

Arbusto epífito de hasta 3 m, tronco subcilíndrico, ligeramente pubescente. Las nuevas ramillas rodeadas de escamas densamente cubiertas de pelos glandulares marrón oscuro. Las hojas son coriáceas, estrechamente lanceoladas a elíptico-lanceoladas; el peciolo es subcilíndrico y rugoso. Las inflorescencias son axilares aunque pueden aparecer en troncos viejos sin hojas. Las flores poseen cáliz continuo, glabro y pedunculado. La corola es carnosa y tubular, estrechamente penta-alada.
Endémica de Ecuador y sólo conocida en 4 colecciones. Habita la pluviselva y los bosques premontanos entre los 500 y 1600 m de altitud. Rara y amenazada.
- Calopteryx insignis A.C.Sm.